# Saavedra (partido)
Pour les articles homonymes, voir Saavedra.

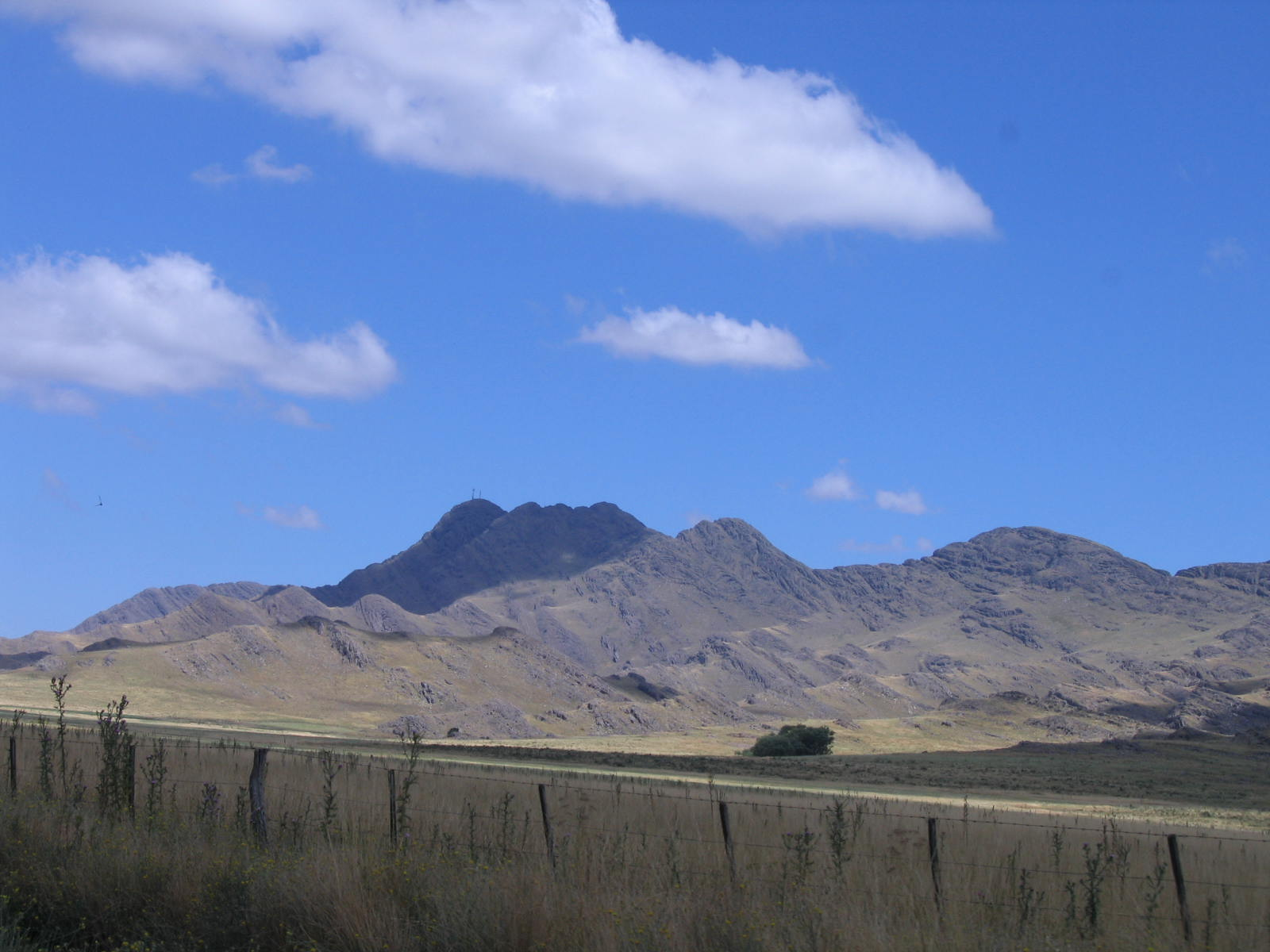

Saavedra est une région administrative (partido) du sud-ouest de la province de Buenos Aires en Argentine. Son chef-lieu, Pigüé, a été fondé par quarante familles d'Aveyronnais de la région d'Espalion, arrivés de France les 4 et 5 décembre 1884.
Sa population s'élève à 22.347 habitants lors du recensement de 2022. Sa densité de population s'élève quant à elle à 6,4 habitants par km2.

## Histoire
- 1858, perte de ces territoires par les amérindiens, lorsque le Colonel Nicolás Granada vainquit le cacique tehuelche Calfucurá à la bataille de Pi-hue
- 1876, victoire définitive de l'armée argentine du Colonel Salvador Maldonado sur le cacique puelche Juan José Catriel à la bataille de Cura Malal
- 1891, création du partido de Saavedra, avant la fin de la conquête du Désert.